# JVC HR–2200
JVC HR–2200 VHS rendszerű hordozható kivitelű videómagnetofon, amelyet 1981 körül lehetett kapni kereskedelmi forgalomban, akkori ára 3300 német márka volt. A készülékhez tartozik még egy akkumulátortöltő (AA-P22EG), egy tuneregység (TU-22EA), bőr hordtáska a magnóhoz és az akkumulátorhoz és egy zsinóros távirányító. A felvétel indítási és leállítási leállítási funkciója a hozzá csatlakoztatott kamerával is szabályozható.

## Szolgáltatások
- pillanat-állj funkció (pause)
- utólagos hangalávétel (audio dubbing)
- 12 programhely